# Dürnten
Dürnten – miejscowość i gmina (Politische Gemeinde) w północnej Szwajcarii, w kantonie Zurych, w okręgu (Bezirk) Hinwil.

## Demografia
W Dürnten mieszka 7779 osób. W 2021 roku 18,8% populacji gminy stanowiły osoby urodzone poza Szwajcarią.

## Współpraca
Miejscowość partnerska:
- Szentbékkálla, Węgry

## Transport
Przez teren gminy przebiegają autostrada A15 oraz drogi główne nr 15 i nr 345.